# Стеван Бошковић
Стеван Бошковић (Зајечар, 10. мај 1868 — Београд, 9. мај 1957) био је југословенски геодетски генерал, начелник Војно-географског института у Београду и академик.

## Биографија
Најпознатији српски геодета, топограф и картограф. На крају војне каријере био је геодетски генерал и руководилац Војногеографског института Краљевине Југославије. После војног школовања у Београду провео је седам година на стручном усавршавању у Петрограду - у Војној топографској школи, Николајевској генералштабној академији и Главној астрономској опсерваторији у оближњој Пулкови.
За време школовања у Русији уочено је његово оштро око, лака рука, рачунска и организациона надареност и техничка инвентивност, тј његова урођена склоност за астрогеодетске послове. Од 1899. руководио је триангулацијом, прецизним Нивелман и топографским премеравању Србије и касније источних делова Југославије.
Бошковић је учествовао у балканским ратовима и Првом светском рату.
Извршио је реамбулацију аустријски карата западних делова Југославије, који су некада припадали Аустроугарској. На његову иницијативу везана је триангулација Краљевине Југославије са околним земљама За његово име, односно Војногеографски институ, везан је настанак сјаних карата обе Југославије.
С. Бошковић је на Војногеографском институту основао нижу и вишу геодетску школу. На вишој школи годинама је предавао геодезију. Објавио је многе научне и стручне радове. Са руског је превео главне астрогеодетске уџбенике. Био је члан и председник многих међународних геодетских комисија, и члан САНУ.
Активна служба у ВКЈ престала му је 1938. године.